# (3554) Amun
(3554) Amun ist ein M-Asteroid vom Aten-Typ. Damit bezeichnet man eine Gruppe von Asteroiden, deren Bahnen teilweise innerhalb der Erdbahn verlaufen und diese von innen her kreuzen. Amun nähert sich der Sonne bis auf ca. 0,7 AE und kreuzt damit sogar auch die Venusbahn. 
Amun wurde am 4. März 1986 von Carolyn und Eugene Shoemaker am Mount Palomar entdeckt. 
Der Name des Asteroiden ist abgeleitet von der ägyptischen Gottheit Amun (auch Ammon genannt).